# لاري ميلر (سياسي)
لاري ميلر هو سياسي كندي، ولد في 21 يوليو 1956 في كندا. حزبياً، نشط في حزب المحافظين الكندي. وقد انتخب عضو مجلس العموم الكندي عن دائرة Bruce—Grey—Owen Sound (federal electoral district) ‏ وقد انضم خلال فترته النيابية ‏  للكتلة البرلمانية حزب المحافظين الكندي.